# Piroforos anyagok
A „pirofor” szó azt jelenti, hogy finom eloszlású fém vagy szerves por oxigénnel érintkezve közönséges hőmérsékleten is felizzik gyors oxidáció miatt (tkp. öngyulladás). A szó a görög pyr (πυρ = tűz) és forein (φορεῖν = visz, szállít) szó összetételéből származik.
Piroforos jelenség a malomipari por-robbanások nagy része és az öngyújtó szikráztatása is. Az öngyújtó dörzs-felülete a tűzkövet finom porrá alakítja, ez a levegő hatására felizzik, vagyis szikrázik, majd ezen izzó részecskék lángra lobbantják a jelenlevő szénhidrogén gázokat.

### Piroforos anyagok
- A foszfor és vegyületei (foszfánok, foszfinek a legismertebbek).
- Raney-katalizátorok; Co-, Ni-, Fe-katalizátorok.
- A szerves fémvegyületek zöme (pl.: trietil-alumínium, dimetil-cink stb.)
- A tallium-acetilén-dikarboxilát 195 °C-on bomlik, melynek eredményeként piroforos talliumpor marad vissza.
- A vas(III)-oxidot, ha hidrogénben hevítik, könnyen vassá redukálódik. Ebben a reakcióban piroforos vas keletkezik, ami magától meggyullad levegőn.
- A piroforos vas-szulfid képződéséhez sokszor elegendő a kénhidrogénnek vasra vagy oxidjára gyakorolt néhány perces hatása. Az olajipari készülékekben, csövekben lerakodó iszap kigőzölése és kilevegőztetése után az alatta lévő vas-szulfid a bomlása során piroforos vas-szivaccsá alakul, ami a kiszáradás után azonnal lángra kapva tűzet, robbanásokat okozhat.
- A tórium finom por alakjában piroforos.
- A plutónium pelyheket alkotva por formájában piroforos.
- A lantanoidákat korábban csak elegyfém előállítására használták. Az elegyfém piroforos sajátságú, ezért tűzkövet készítettek belőle.
- Az ólom finom eloszlású állapotban piroforos, kékesfehér lánggal ég.
- A hafnium finom pora gyulladékony és piroforos. Kompakt állapotban nem ég.
- A szegényített urán piroforos, azaz finoman eloszlatva gyulladásra hajlamos, ami fokozza a lőszer romboló hatását.
- A fém mangán pora piroforos, levegőn meggyullad, és mangán-oxid jön létre.
- A szilán rendkívül gyúlékony, levegőn piroforos.